# Hruszka (obwód chmielnicki)
Hruszka (ukr. Грушка, pol. hist. Gruszka) – wieś na Ukrainie, w rejonie kamienieckim obwodu chmielnickiego. 

## Dwór
- dwór klasycystyczny istniejący od pierwszej połowy XIX w. Obiekt narysował Napoleon Orda[1].